# Soner Çağaptay
Soner Çağaptay, né en 1970, est un professeur turco-américain de sciences politiques, basé aux États-Unis.

## Biographie
Il a obtenu son doctorat à l'université Yale en histoire en 2003. Sa thèse est sur le nationalisme turc. Il est directeur du programme de recherche turc au Washington Institute for Near East Policy, un centre de recherche sur la politique du proche-orient à Washington. Ayant une éducation concentré sur l’histoire de la Turquie, il est considéré comme un spécialiste des relations américano-turques, ainsi que des politiques intérieurs turcs et du nationalisme turc.

## Médias
Il  écrit régulièrement sur le développement rapide de l'économie en Turquie et la politique étrangère du pays. Il publie ses articles dans les grands médias internationaux comme le Wall Street Journal, le New York Times, le Washington Times, l' International Herald Tribune, le Jane's Defence Weekly, le Habertürk et le Hürriyet Daily News. Il publie aussi au Global Public Square, un blog du CNN et apparaît régulièrement sur Fox News, CNN, NPR, al-Jazeera, BBC, et CNN Türk.